# Municipalità di Bagdati
La municipalità di Bagdati (in georgiano ბაღდათის მუნიციპალიტეტი?) è una municipalità georgiana dell'Imerezia.
Nel censimento del 2002 la popolazione si attestava a 29 235 abitanti. Nel 2014 il numero risultava essere 21 582.
La cittadina di Bagdati è il centro amministrativo della municipalità, la quale si estende su un'area di 815 km².

## Popolazione
Dal censimento del 2014 la municipalità risultava costituita al 99,68% da persone di etnia georgiana.

## Luoghi d'interesse
- Sairme
- Vartsikhe